# Bruckberg (Mittelfranken)
Bruckberg (fränkisch: Brugg-bärch) ist eine Gemeinde im mittelfränkischen Landkreis Ansbach, Mitglied der Verwaltungsgemeinschaft Weihenzell und zählt zur Metropolregion Nürnberg.

## Geografie

### Geografische Lage
Bruckberg liegt im Rangau zwischen den Städten Nürnberg, Ansbach und Rothenburg ob der Tauber am Rande des Naturparks Frankenhöhe. 
 Durch Bruckberg fließt der Haselbach, der bei Münchzell in die Bibert mündet.

### Nachbargemeinden
Die Nachbargemeinden sind:
| Weihenzell | Dietenhofen                                 |              |
|            | Kompassrose, die auf Nachbargemeinden zeigt |              |
|            |                                             | Petersaurach |

### Gemeindegliederung
Es gibt fünf Gemeindeteile (in Klammern ist der Siedlungstyp angegeben):
- Bruckberg (Kirchdorf)
- Mittelmühle (Einöde)
- Neubruck (Weiler)
- Reckersdorf (Weiler)
- Wustendorf (Dorf)

Die Gemarkung Bruckberg ist deckungsgleich mit der Gemeinde Bruckberg und hat eine Fläche von 7,126 km². Die Gemarkung ist in 1197 Flurstücke aufgeteilt, die eine durchschnittliche Flurstücksfläche von 6358,85 m² haben.

## Geschichte

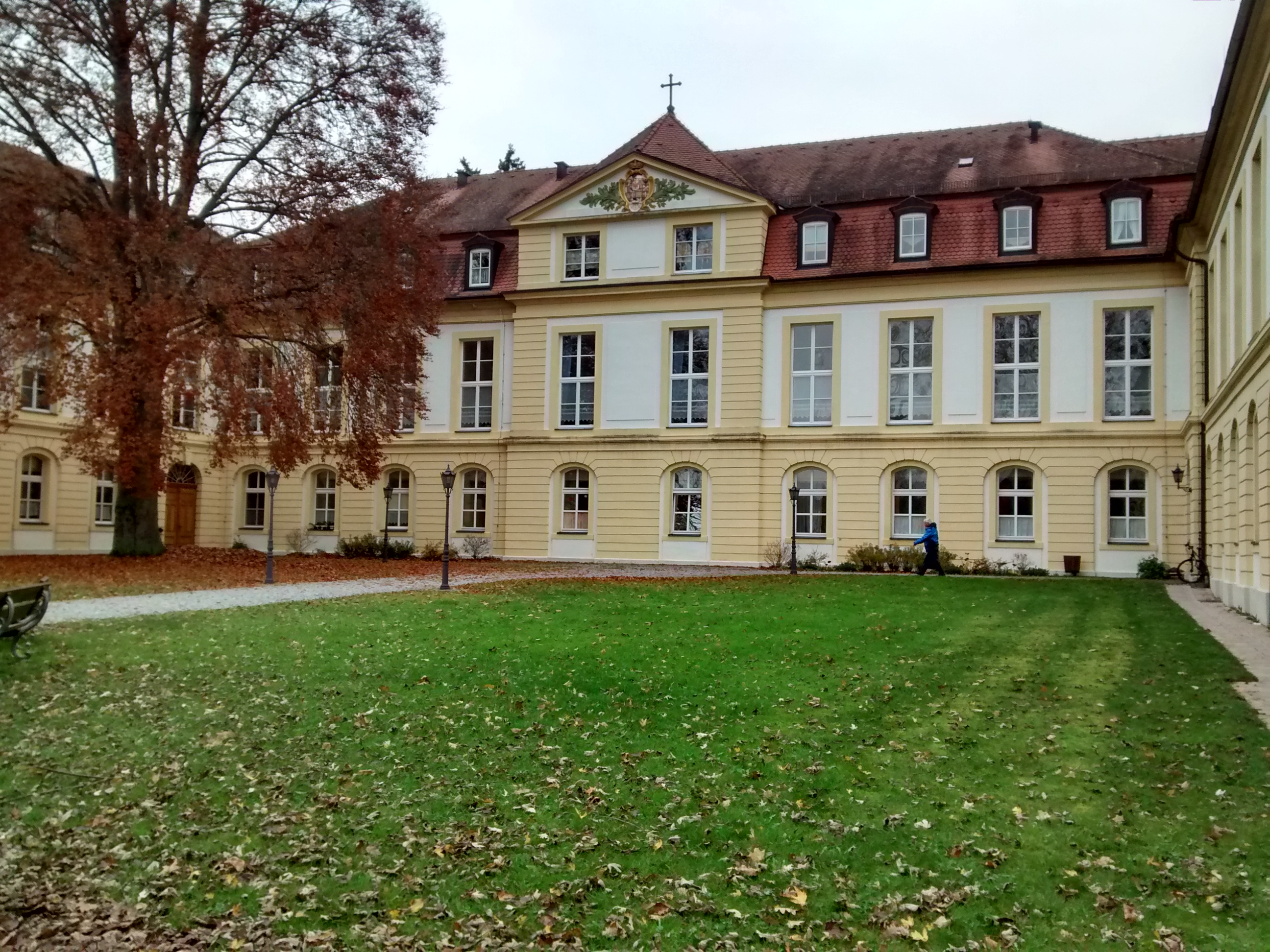
Bruckberger Schloss

Der Ort wurde 1263 als „Bruggeberc“ in einer Urkunde des Klosters Heilsbronn erstmals namentlich erwähnt. Der Ortsname bezieht sich auf eine Anhöhe, wo es eine Brücke über die Haslach gab.
Es gab im Ort ein gleichnamiges Adelsgeschlecht. Diesem unterstanden neben Bruckberg Güter und Zehnten in Engelhardshof, Erkenbrechtshaid, Forst, Frankendorf, Kleinhabersdorf, Kleinhaslach, Mausendorf, Meinhardswinden, Moosbach, Neukirchen, Petersaurach, Petersdorf, Reckersdorf, Reckersdorf, Stegbruck, Steinbach, Triebendorf (?), Unterrottmannsdorf und Weihenzell. Diese einflussreiche Stellung verloren die Bruckberger ab Mitte des 13. Jahrhunderts. 1398 scheint das Geschlecht der Burckberger ohne männliche Nachkommen ausgestorben zu sein. Von 1401 bis 1453 unterstand die Herrschaft Bruckberg den Herren von Seckendorff. Infolge des Ersten Markgrafenkrieges (1449/50) fiel die Herrschaft Bruckberg an die Reichsstadt Nürnberg. Nun wurden die Nürnberger Patrizier Haller Besitzer der Herrschaft. 1504 erwarb der Nürnberger Bürger Christoph Rothan den Edelsitz Bruckberg und unterwarf sich im gleichen Jahr den Ansbacher Markgrafen. 1534 heiratete Veronika Rothan Peter von Eyb.
Im 16-Punkte-Bericht des Fürstentums Ansbach von 1684 wurden für Bruckberg 20 Mannschaften und zwei Mühlen verzeichnet: Fünf Anwesen unterstanden dem Hofkastenamt Ansbach und 17 Anwesen den Herren von Eyb zu Bruckberg. Das Hochgericht übte das brandenburg-ansbachische Hofkastenamt Ansbach aus.
Das Vogtamt Bruckberg übernahm 1715 die Verwaltung der Güter des Ritterguts Bruckberg, nachdem die Witwe des ursprünglich aus Biberach an der Riß stammenden Johannes Nicolaus von Löwen, Kurfürstlich Pfälzerischer und Hochfürstlicher Brandenburger-Onolzbachischer Rat, an den Markgrafen Wilhelm Friedrich von Brandenburg-Ansbach verkauft hatte. Von Löwen hatte das Rittergut 1687 von den Herren von Eyb gekauft. Die Gerichtsbarkeit und Herrschaft wurde jedoch vom Vogtamt Flachslanden übernommen.
Gegen Ende des 18. Jahrhunderts gab es in Bruckberg 34 Anwesen. Das Hochgericht übte das Hofkastenamt Ansbach aus. Die Dorf- und Gemeindeherrschaft hatte das brandenburg-ansbachische Vogtamt Bruckberg. Alleiniger Grundherr war das Fürstentum Ansbach (Vogtamt Bruckberg: Bräuhaus mit Schankrecht und Schafscheuer, 1 Gut, 16 Söldengüter, 5 Leerhäuser, 1 Mühlgut, 1 Schmiedsölde, 1 Tafernwirtschaft, 1 Ziegelhütte; Hofkastenamt Ansbach: 1 Gut, 1 Söldengut, 2 Leerhäuser, 1 Mühle, 1 Wirtschaftsgut). Neben den Anwesen gab es noch das Hirtenhaus als kommunales Gebäude und das Schloss als herrschaftliches Gebäude.
Im Jahr 1792 wurde das Fürstentum Ansbach – und damit auch Bruckberg – von Preußen erworben. Von 1797 bis 1808 unterstand der Ort dem Justiz- und Kammeramt Ansbach. Es gab zu dieser Zeit 30 Untertansfamilien. Als Teil des Fürstentums fiel Bruckberg im Vertrag von Paris (Februar 1806) durch Tausch an das Königreich Bayern.
Im Rahmen des Gemeindeediktes  wurde 1808 der Steuerdistrikt Bruckberg gebildet, zu dem Bruckberg mit Bruckberger Mühle, Forst, Kleinhabersdorf, Mittelmühle, Obermühle, Petersdorf, Reckersdorf, Reckersdorfer Mühle und Schleifmühle gehörten. Die Ruralgemeinde Bruckberg entstand im Jahr 1811 und war deckungsgleich mit dem Steuerdistrikt. Sie war in Verwaltung und Gerichtsbarkeit dem Landgericht Ansbach zugeordnet und in der Finanzverwaltung dem Rentamt Ansbach (1919 in Finanzamt Ansbach umbenannt).
Mit dem Zweiten Gemeindeedikt (1818) wurde
- Kleinhabersdorf nach Kleinhaslach umgemeindet;
- Fessenmühle, Frankendorf und Wustendorf[23] von Vestenberg nach Bruckberg umgemeindet. Im selben Jahr reichte Vestenberg ein Gesuch ein, dies rückgängig zu machen, was jedoch abgelehnt wurde.[24]

Am 13. August 1827 löste sich die neu gebildete Gemeinde Forst mit Fessenmühle, Frankendorf und Petersdorf von Bruckberg. 1837 wurde der Gemeindeteil Neubruck gegründet. Ab 1862 gehörte Bruckberg zum Bezirksamt Ansbach (1939 in Landkreis Ansbach umbenannt). Die Gerichtsbarkeit blieb bis 1870 beim Landgericht Ansbach, von 1870 bis 1879 war das Stadt- und Landgericht Ansbach zuständig, seit 1880 ist es das Amtsgericht Ansbach.

## Einwohnerentwicklung
Im Zeitraum 1988 bis 2018 stieg die Einwohnerzahl von 1240 auf 1361 um 121 Einwohner bzw. um 9,8 %.
Gemeinde Bruckberg
| Jahr      | 1818   | 1840   | 1852   | 1855   | 1861   | 1867   | 1871   | 1875   | 1880   | 1885   | 1890   | 1895   | 1900   | 1905   | 1910   | 1919   | 1925   | 1933   | 1939   | 1946   | 1950   | 1961   | 1970   | 1987   | 2005 | 2015   |
| Einwohner | 845    | 544    | 551    | 545    | 505    | 559    | 539    | 520    | 522    | 488    | 450    | 653    | 679    | 830    | 940    | 966    | 1031   | 1089   | 1133   | 1233   | 1499   | 1235   | 1267   | 1223   | 1360 | 1389   |
| Häuser    | 109    | 68     |        |        |        |        | 91     |        |        | 93     | 91     |        | 95     |        |        |        | 107    |        |        |        | 100    | 108    |        | 215    |      | 285    |
| Quelle    | [ 26 ] | [ 27 ] | [ 28 ] | [ 29 ] | [ 30 ] | [ 31 ] | [ 32 ] | [ 33 ] | [ 34 ] | [ 35 ] | [ 36 ] | [ 28 ] | [ 37 ] | [ 28 ] | [ 38 ] | [ 28 ] | [ 39 ] | [ 28 ] | [ 28 ] | [ 28 ] | [ 40 ] | [ 41 ] | [ 42 ] | [ 43 ] |      | [ 44 ] |

Ort Bruckberg
| Jahr      | 001818 | 001840 | 001861 | 001871 | 001885 | 001900 | 001925 | 001950 | 001961 | 001970 | 001987 |
| Einwohner | 452    | 415    | 374 *  | 410    | 356    | 565    | 926    | 1333   | 1121   | 1177   | 1132   |
| Häuser    | 44     | 48     |        |        | 66     | 69     | 82     | 76     | 86     |        | 192    |
| Quelle    | [ 26 ] | [ 27 ] | [ 30 ] | [ 32 ] | [ 35 ] | [ 37 ] | [ 39 ] | [ 40 ] | [ 41 ] | [ 42 ] | [ 43 ] |

## Politik

Bannerflagge der Gemeinde Bruckberg

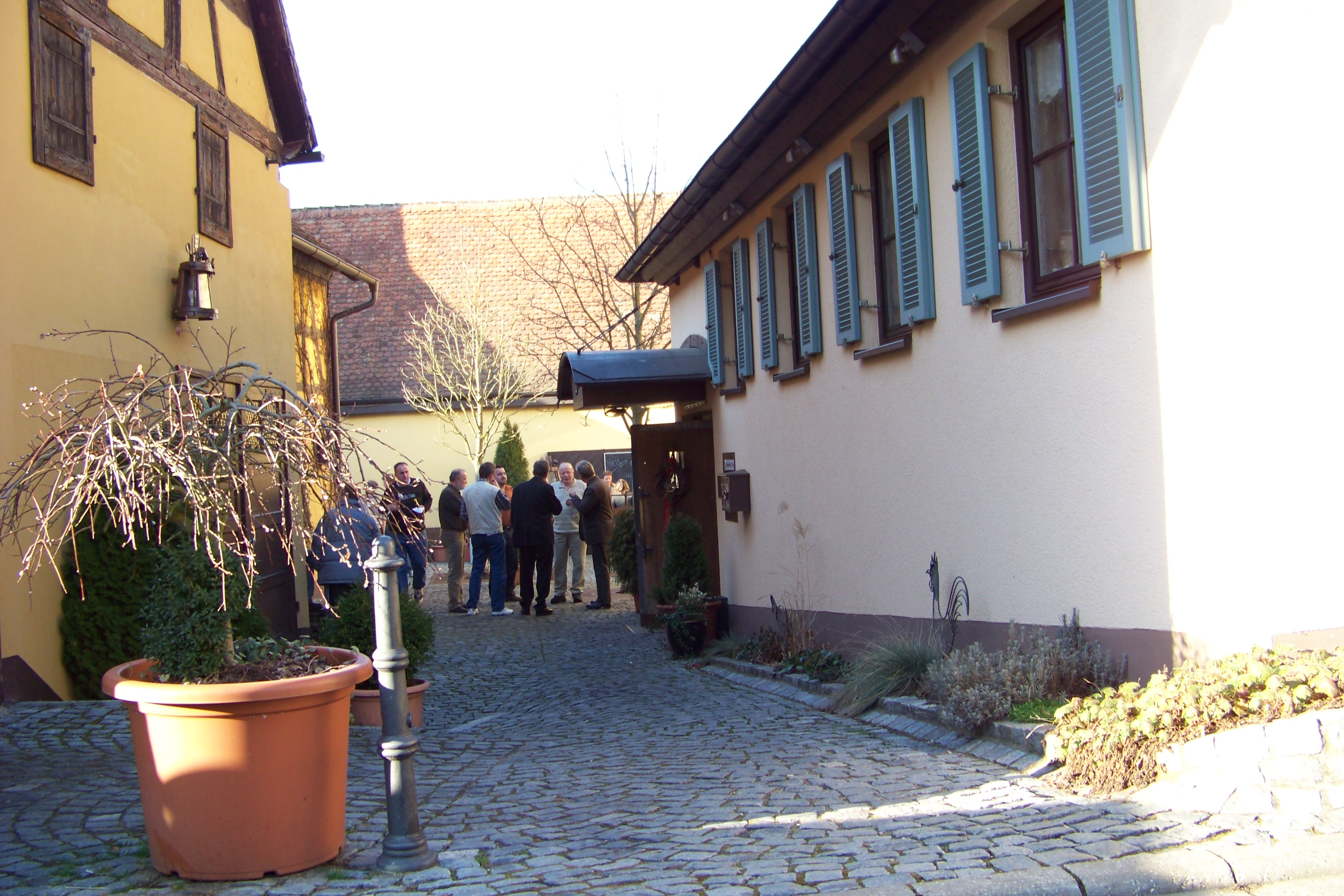
Brauereigasthof Dietz

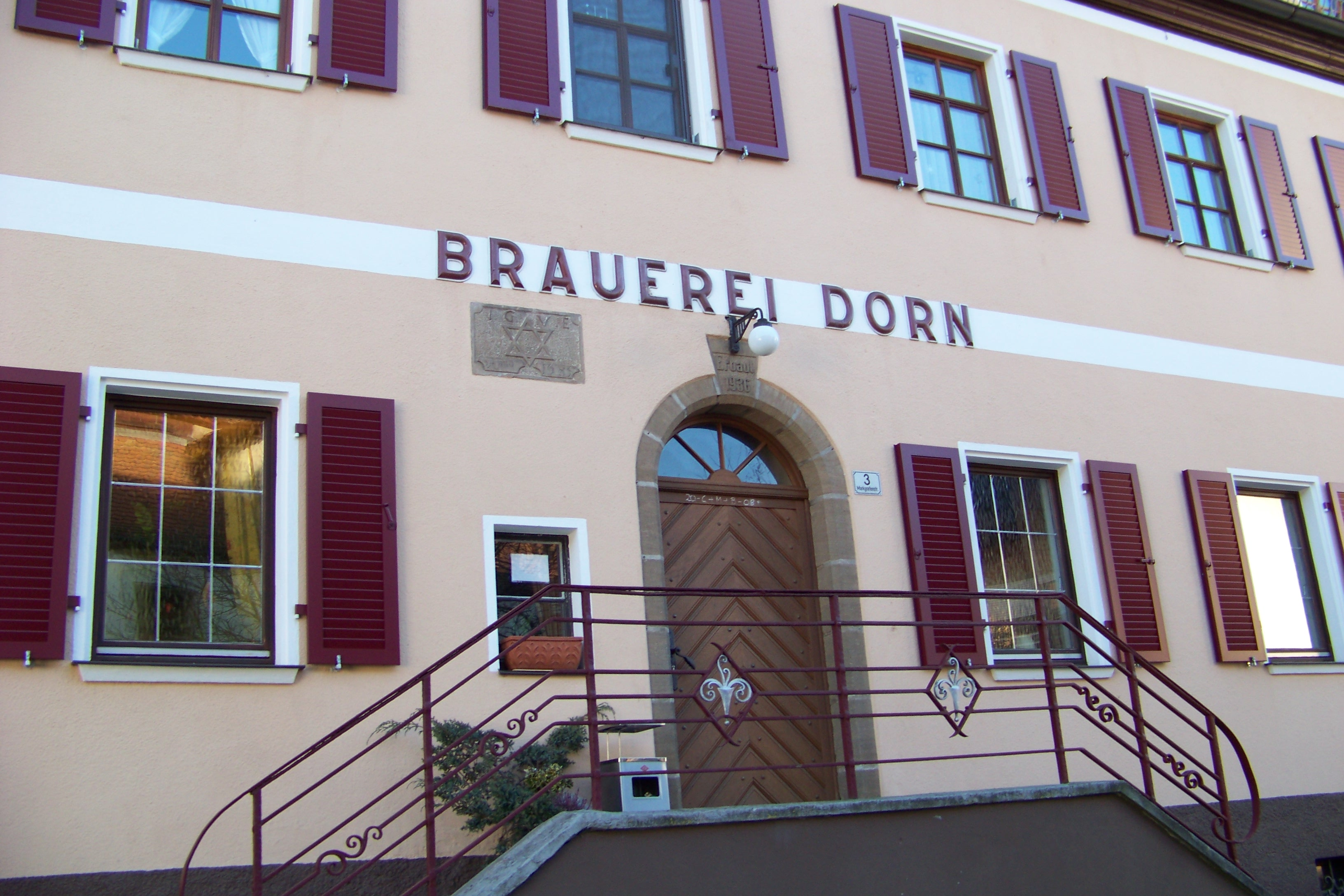
Brauereigasthof Dorn

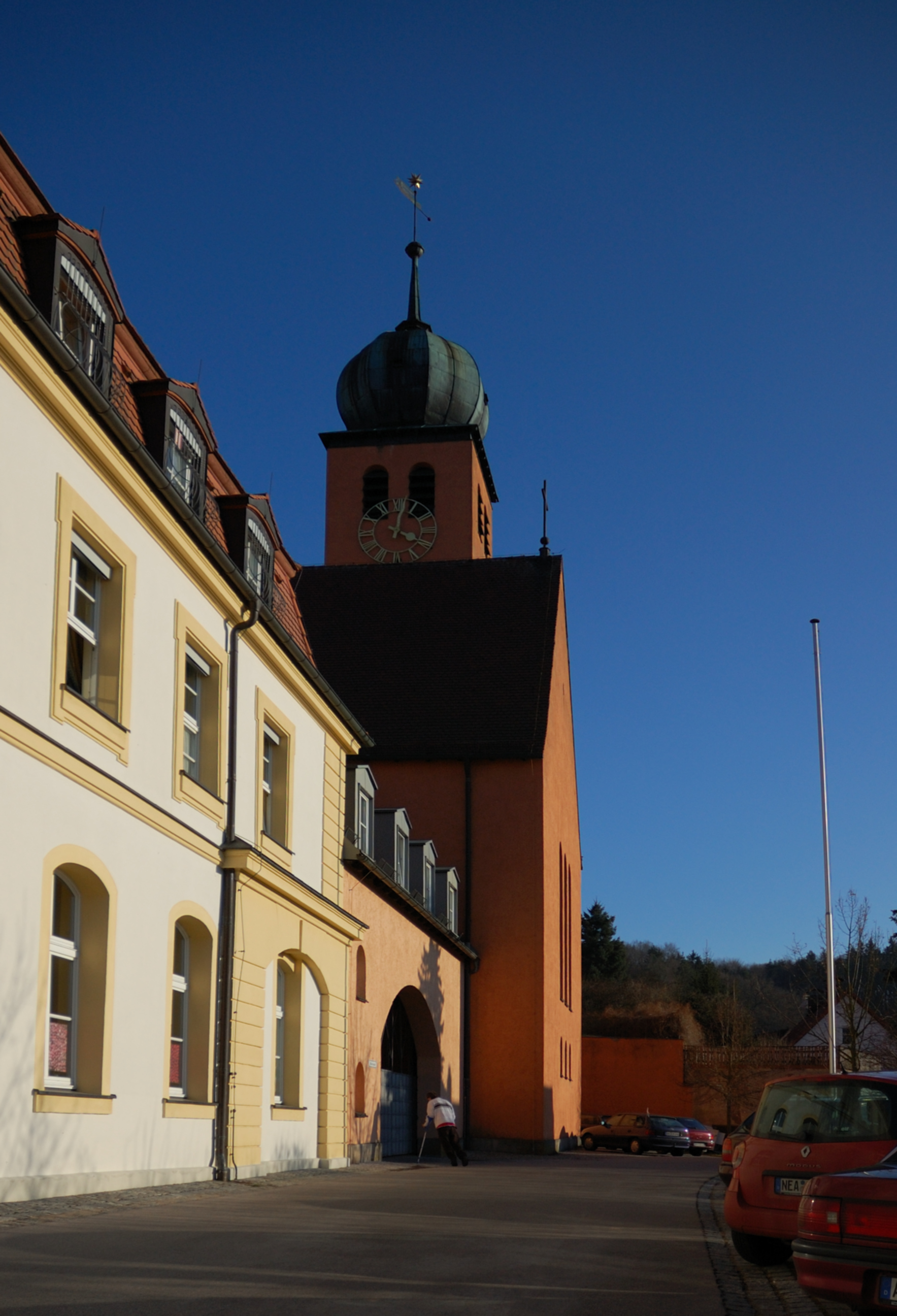
St. Martin

### Gemeinderat
Nach der letzten Kommunalwahl am 15. März 2020 hat der Gemeinderat zwölf Mitglieder, die alle zur Fraktion CSU/FW gehören. Weiteres Mitglied und Vorsitzende des Gemeinderates ist die Erste Bürgermeisterin Ursula Weiß (CSU/FW). Davor war Anna Maria Wöhl Bürgermeisterin.

### Wappen und Flagge
| Wappen von Bruckberg | Blasonierung: „Unter von Silber und Schwarz geviertem Schildhaupt in Blau ein silberner Rosenstrauch mit fünf roten Rosen mit goldenen Butzen.“ |
| Wappen von Bruckberg | Wappenbegründung: Der Rosenstrauch, die zentrale Wappenfigur, ist dem Wappen der Herren von Bruckberg entnommen. Das Adelsgeschlecht führte einen silbernen Strauch mit fünf Blüten im Wappen. Die Zollernvierung im Schildhaupt erinnert an den Ansbacher Markgrafen Wilhelm Friedrich, der 1715 das Gut Bruckberg erwarb. Seit 6. Juni 1983 führt die Gemeinde das Wappen. Die Gemeinde hat eine rot-weiß-schwarze Gemeindeflagge. |

### Raumordnung
Von 2004 bis 2016 gehörte Bruckberg zur Kommunalen Allianz (Komm,A). Weitere Mitglieder waren Dietenhofen, Heilsbronn, Neuendettelsau, Petersaurach und Windsbach. 2016 entstand die Allianz Kernfranken durch den Zusammenschluss von Komm,A und LiSa (Lichtenau, Sachsen bei Ansbach). Kernfranken ist ein Integriertes ländliches Entwicklungskonzept.

## Baudenkmäler
Im Ort Bruckberg finden sich das von 1727 bis 1730 erbaute spätbarocke Schloss Bruckberg und die 1934/35 erbaute evangelisch-lutherische Martinskirche.

## Wirtschaft und Infrastruktur
Bruckberg hat für Menschen mit geistiger Behinderung Heime und Werkstätten, die zu Diakoneo gehören. Regional bekannt ist auch die Brauerei Dorn. Bruckberg ist Mitglied im Tourismusverband Romantisches Franken.

## Verkehr
Die Staatsstraße 2246 führt nach Kleinhaslach (2,4 km nördlich) bzw. nach Reckersdorf (1,5 km südwestlich). Gemeindeverbindungsstraßen führen nach Kleinhabersdorf (1,8 km nordwestlich) und nach Petersdorf (3,3 km westlich).
Der Markgrafen-Radweg (19,4 km) zwischen Ansbach und Münchzell führt auf Flurbereinigungs- und Sonderwegen durch das Gemeindegebiet und den Ort Bruckberg.
Durch Bruckberg verläuft der Fernwanderweg Rangau-Querweg. Etwa 500 m südlich verläuft der Fränkische Jakobsweg und die Magnificat-Route des Fränkischen Marienweg.

## Personen in Verbindung mit Bruckberg
- Ludwig Feuerbach (1804–1872), Philosoph, lebte von 1837 bis 1860 in Bruckberg
- Adolf Abel (1882–1968), Architekt, lebte und starb in Bruckberg